# Three Russian Girls
Three Russian Girls ist ein US-amerikanischer Propagandafilm des Exil-Russen Fedor Ozep, der im Entstehungsjahr 1943 die Verbundenheit der Vereinigten Staaten mit dem Kriegsalliierten Sowjetunion propagieren sollte. Ihm zur Seite stand ein amerikanischer Co-Regisseur. Die drei russischen Mädchen wurden von der gebürtigen Russin Anna Sten, wie Ozep einst im Deutschland der Weimarer Republik erfolgreich, sowie den weitgehend unbekannten Amerikanerinnen Mimi Forsythe und Cathy Frye verkörpert. Kent Smith spielt die männliche Hauptrolle.

## Handlung
Die Geschichte beginnt kurz nach dem deutschen Angriff auf die Sowjetunion am 22. Juni 1941. Als sich die deutsche Wehrmacht Leningrad nähert, wird die ehemalige Kapitale des zaristischen Russlands zur Frontstadt. Überall strömen die Menschen durch die Straßen, wollen ihre geliebte Heimatstadt zum Bollwerk ausbauen und Nahrungsmittel für den Fall einer Belagerung beschaffen. Die jungen Männer werden eingezogen und eilen zur nahe gelegenen Front. Das Rote Kreuz der UdSSR ruft alle jungen Frauen auf, sich als Freiwillige zu melden. Einige von ihnen, die titelgebenden drei russischen Mädchen, die im Zentrum der Geschichte stehen, heißen Natascha, Tamara und Chijik. Die älteste von ihnen, Natascha, besitzt bereits einige Erfahrung als Krankenschwester, während Tamara ursprünglich einmal als Tänzerin arbeitete. Die kleine Chijik ist fast noch ein Kind, will aber ebenfalls unbedingt ihrer patriotischen Pflicht nachkommen.
An der Bahnstation kommt es zu einem herzergreifenden Abschied zwischen Natascha und ihrem Verlobten Sergej Korowin, der an die Front muss. Am folgenden Morgen transportieren Armeelaster die jungen, zum Teil noch recht unerfahrenen Krankenschwestern ebenfalls an die nahe Front. Die Stabsärzte haben dort alle Händevoll zu tun, die im Schlachtgetümmel verwundeten, sowjetischen Soldaten medizinisch zu versorgen und beauftragen die drei jungen Frauen damit, ein in der Nähe befindliches, altes Haus zu einem Krankenlager, einem Lazarett, umzubauen. Am selben Abend treffen dort die ersten Verwundeten ein, und die Mädchen werden erstmals mit der blutigen Realität des Krieges konfrontiert. Auch ein US-amerikanischer Flieger namens John Hill trifft ein. Er sollte, in treuer Waffenbrüderschaft der USA mit der Sowjetunion, ein neues Kampfflugzeug testen. Be seinem Einsatz wurden er und sein Kumpel, der Pilot, von deutschen Messerschmidt-Piloten abgeschossen. Eine Notoperation rettet zwar Johns Leben, doch bleiben seine beiden Beine zunächst taub. Da sein der eigentliche Pilot bei der Notlandung ums Leben kam, macht sich Hill schwere Vorwürfe. Natascha kümmert sich rührend um ihn, Tag und Nacht. Allmählich geht es Hill wieder besser, und er muss feststellen, dass er sich in seine russische Krankenschwester verliebt hat.
Bald haben sich deutsche Truppen der Krankenstation genähert, sodass ein Befehl zur Evakuierung des Hospitals ergeht. Mit all den Verwundeten macht man sich auf den Rückzug. Die Krankenschwestern helfen all die Verletzten auf die wartenden Laster zu verfrachten. Doch während die Verladung andauert, treffen deutsche Artilleriegeschütze einen Trakt der Versehrtenstation. Damit wird der Abtransport aller Verwundeten verzögert und man muss auf eine weitere Transportmöglichkeit warten. Natasha zeigt sich bereit, mit den Zurückgebliebenen auszuharren, auch auf die Gefahr hin, in deutsche Hände zu geraten. Auch der Amerikaner John bleibt zurück. Das Paar sucht mit den anderen Schutz in einem verlassenen Unterstand. Am nächsten Morgen werden Natascha, John und all die anderen Verwundeten gerettet und in ein Lazarett fernab der Front abtransportiert. Hier kann der Amerikaner allmählich genesen und spürt auch seine Beine wieder. Natascha hat sich in der Zwischenzeit längst ebenfalls in ihn verliebt.
Es kommt jedoch zum Abschied, als fünf Krankenschwestern erneut abberufen werden sollen. Natascha wird in demjenigen Moment abgelenkt, als sie John eingestehen will, dass sie einen Verlobten habe. In diesem Moment erfährt die junge Russin, dass ihr Sergej bereits an der Front gefallen sei. Wie in Schock geht Natascha daraufhin fort, ohne gegenüber John eine Erklärung abzugeben. Wieder an der Front, zeigt sie vollen Einsatz und baut sogar eine Skieinheit auf, um so im Winter besser die Verwundeten erreichen zu können. Bei einem ihrer Einsätze wird sie verwundet und anschließend ins Krankenhaus nach Leningrad verbracht. Kurz darauf erhält John Hill die Order, in die USA zurückzukehren. Beim Wiedersehen spricht keiner der beiden mehr über etwaige Gefühle. John verspricht Natascha allerdings, sie wieder zu sehen, wenn Deutschland erst einmal besiegt sei.

## Produktionsnotizen
Three Russian Girls entstand unter dem Arbeitstitel She Who Dares von Anfang Juli bis Mitte August 1943 und wurde am 30. Dezember 1943 uraufgeführt. Massenstart war am 14. Januar 1944. In Deutschland wurde der Propagandafilm nie gezeigt.
Neben den bereits genannten, einst aus der UdSSR in Richtung Westen geflohenen und bis 1933 überwiegend in Deutschland gestrandeten Filmkünstlern arbeiteten auch die gleichfalls im Zarenreich geborenen Filmschaffenden Alexander Granach (tragende Nebenrolle des Sowjet-Majors Braginski) und Victor Trivas, der die Adaption einer der Drehbuchentwürfe vornahm, mit. Sten-Ehemann Eugene Frenke, ebenfalls ein Exilrusse, wirkte hier als Produktionsleiter mit. Der Amerikaner Frank Paul Sylos und Eugène Lourié, ein weiterer Exilrusse, gestalteten die Filmbauten. Irvin Talbot übernahm die musikalische Leitung.
W. Franke Harlings Filmkomposition wurde für einen Oscar nominiert.

## Wissenswertes
Der Film stand in der Tradition einer Hand voll prosowjetischer US-Filme, die der Weltkriegsalliierte USA seit dem Winter 1941/42, beginnend mit dem Dokumentarfilm Our Russian Front, herstellte. Bezeichnenderweise führten bei diesen Streifen nahezu ausschließlich aus Osteuropa stammende Regisseure Regie: Lewis Milestone, Michael Curtiz, Gregory Ratoff, László Benedek und Ozep. Infolge dieser politisch gewollten Allianz entstanden unter anderem die Spielfilme Botschafter in Moskau, The North Star, Song of Russia, Days of Glory und eben Three Russian Girls. Selbst Greta Garbo war 1943 für einen prosowjetischen Film vorgesehen, als ihr die Hauptrolle in dem Projekt The Girl From Leningrad angeboten wurde. Nach den ablehnenden bis gehässigen Kritiken, die sie zum Teil für ihren letzten Film Die Frau mit den zwei Gesichtern erhalten hatte, entschloss sich MGM-Chef Louis B. Mayer dazu, den Film nicht mehr drehen zu lassen, woraufhin sich die Garbo gekränkt komplett aus dem Filmgeschäft zurückzog. Three Russian Girls, vom studiounabhängigen Produzenten Gregor Rabinowitsch produziert, basiert auf der Vorlage von The Girl From Leningrad; ein Film, der wiederum als Remake einer sowjetischen Propagandaproduktion von 1941 gilt. Seit September 1942 gab es Planungen für ein von der MGM produziertes Remake.
Denjenigen Künstlern, die in den Jahren 1942 bis 1945 an sowjetfreundlichen Filmen beteiligt gewesen waren, konnte mit Beginn des Kalten Kriegs Mitte 1945 in den Vereinigten Staaten erhebliches Ungemach blühen. Man warf ihnen vor, in prokommunistischer Propaganda mitgewirkt zu haben, und sie gerieten bald in das Fadenkreuz der von Joseph McCarthy angeführten Hexenjäger, die seit etwa 1947 in Hollywood eine Art „Säuberungspolitik“ durchsetzten. Einige der betroffenen Schauspieler, wie der an sich politisch stramm konservative Robert Taylor (Hauptdarsteller in Song of Russia), sahen sich daraufhin genötigt, sich flugs und öffentlich von dem entsprechenden Film zu distanzieren und ihre patriotisch-amerikanische Gesinnung offen zur Schau zu stellen.

## Kritiken
In der New-York-Times-Ausgabe vom 5. Februar 1944 schrieb Starkritiker Bosley Crowther, dass dieser Film ähnlich gut wie das sowjetische Original und in dieser Fassung für ein amerikanisches Publikum leichter zu verstehen sei. Auch habe man die Handlung so schlicht gehalten, wie in der sowjetischen Vorlage. “Der russische Film war vor allem von einem direkten, dokumentarischen Stil gekennzeichnet, und die Produzenten waren sehr erfolgreich darin, diesen Stil bei ihrem Remake zu bewahren. Sie haben offensichtliche Übertreibungen vermieden.“ Zu den Darstellern äußerte sich Crowther wie folgt: „Anna Sten ist auffallend effektiv als Chef-Krankenschwester und Mimi Forsythe und Cathy Frye sind durchaus glaubwürdig als die beiden anderen Damen in Weiß. Kent Smith ist überzeugend und ansprechend in der Rolle eines amerikanischen Fliegers, der Miss Sten liebt, und so auch Alexander Granach, Paul Guilfoyle und Manart Kippen als Russen verschiedener Couleur.”
Die Nachkriegsbewertung, die nicht mehr Rücksicht auf etwaige Militärallianzen nehmen musste, fiel deutlich nüchterner aus:
Halliwell’s Film Guide befand: „Reine Propaganda, beinah nicht anzusehen heutzutage“.